# Lion City Sailors Football Club
El Lion City Sailors Football Club es un equipo de fútbol de Singapur que juega en la S.League, la liga de fútbol más importante del país.

## Historia
Fue fundado en el año 1945 para organizar partidos de fútbol para la Policía de Singapur con el nombre «Police Football Club», nombre que usaron hasta la temporada inaugural de la S.League en 1996, cuando pasaron a llamarse «Home United». Ha sido campeón de Liga en 2 ocasiones y ha ganado 6 torneos de Copa de 9 finales disputadas.
A nivel internacional ha participado en más de 10 torneos continentales, donde su mejor participación ha sido en la Copa de la AFC 2004, donde fueron eliminado en las Semifinales por el Al-Jaish SC de Siria.
Después de seis décadas bajo control de la policía, el equipo fue adquirido en 2020 por el multimillonario Forrest Li, fundador del portal de comercio electrónico Shopee. De este modo el club pasó a llamarse «Lion City Sailors».

## Palmarés
- S.League: 4

1999, 2003, 2021, 2025
- Copa de Singapur: 7

1980 (como Police SA)
2000, 2001, 2003, 2005, 2011, 2023
*Finalista: 3
1986, 1989 (como Police SA)
2004

## Participación en competiciones de la AFC
Como Home United FC
| Temporada | Torneo                      | Ronda                        | Club                         | Local | Visita | Global   |
| --------- | --------------------------- | ---------------------------- | ---------------------------- | ----- | ------ | -------- |
| 2000–01   | Copa de Clubes de Asia      | Primera ronda                | Polícia de Segurança Pública | 5–0   | 6–0    | 11–0     |
| 2000–01   | Copa de Clubes de Asia      | Segunda ronda                | Shandong Luneng Taishan      | 0–3   | 1–3    | 1–6      |
| 2001–02   | Recopa de la AFC            | Primera ronda                | Royal Thai Air Force         | 0–1   | 5–0    | 5–1      |
| 2001–02   | Recopa de la AFC            | Cuartos de final             | Chongqing Lifan              | 0–2   | 0–2    | 0–4      |
| 2002–03   | Liga de Campeones de la AFC | Segunda ronda                | South China                  | 1–2   | 1–1    | 2–3      |
| 2004      | Copa de la AFC              | Grupo D                      | Happy Valley                 | 5–1   | 2–0    | 1º Lugar |
| 2004      | Copa de la AFC              | Grupo D                      | Valencia VC                  | 5–0   | 3–0    | 1º Lugar |
| 2004      | Copa de la AFC              | Grupo D                      | Perak                        | 2–2   | 2–2    | 1º Lugar |
| 2004      | Copa de la AFC              | Cuartos de final             | Olympic Beirut               | 2–1   | 3–3    | 5–4      |
| 2004      | Copa de la AFC              | Semifinales                  | Al-Jaish                     | 1–1   | 0–4    | 1–5      |
| 2005      | Copa de la AFC              | Grupo E                      | Pahang                       | 2–1   | 3–3    | 1º Lugar |
| 2005      | Copa de la AFC              | Grupo E                      | Happy Valley                 | 5–0   | 1–0    | 1º Lugar |
| 2005      | Copa de la AFC              | Grupo E                      | New Radiant                  | 2–0   | 0–1    | 1º Lugar |
| 2005      | Copa de la AFC              | Cuartos de final             | Al-Nejmeh Beirut             | 0–3   | 2–3    | 2–6      |
| 2006      | Copa de la AFC              | Grupo E                      | Perlis FA                    | 2–3   | 0–1    | 3º Lugar |
| 2006      | Copa de la AFC              | Grupo E                      | Xiangxue Sun Hei             | 0–2   | 1–0    | 3º Lugar |
| 2006      | Copa de la AFC              | Grupo E                      | New Radiant                  | 2–0   | 3–5    | 3º Lugar |
| 2008      | Copa de la AFC              | Grupo D                      | South China                  | 4–1   | 3–2    | 1º Lugar |
| 2008      | Copa de la AFC              | Grupo D                      | Kedah                        | 5–1   | 1–4    | 1º Lugar |
| 2008      | Copa de la AFC              | Grupo D                      | Victory                      | 2–1   | 3–1    | 1º Lugar |
| 2008      | Copa de la AFC              | Cuartos de final             | Dempo                        | 3–4   | 1–1    | 4–5      |
| 2009      | Copa de la AFC              | Grupo H                      | Bình Dương                   | 2–1   | 0–2    | 2º Lugar |
| 2009      | Copa de la AFC              | Grupo H                      | PEA                          | 3–1   | 1–2    | 2º Lugar |
| 2009      | Copa de la AFC              | Grupo H                      | Valencia VC                  | 5–1   | 1–0    | 2º Lugar |
| 2009      | Copa de la AFC              | Octavos de final             | South China                  | 0–4   | 0–4    | 0–4      |
| 2012      | Copa de la AFC              | Grupo G                      | Citizen                      | 3–1   | 2–1    | 2º Lugar |
| 2012      | Copa de la AFC              | Grupo G                      | Chonburi                     | 1–2   | 0–1    | 2º Lugar |
| 2012      | Copa de la AFC              | Grupo G                      | Yangon United                | 3–1   | 0–0    | 2º Lugar |
| 2012      | Copa de la AFC              | Octavos de final             | Al-Shorta                    | 0–3   | 0–3    | 0–3      |
| 2014      | Copa de la AFC              | Grupo E                      | New Radiant                  | 2–0   | 0–1    | 3º Lugar |
| 2014      | Copa de la AFC              | Grupo E                      | Persipura Jayapura           | 1–1   | 2–0    | 3º Lugar |
| 2014      | Copa de la AFC              | Grupo E                      | Churchill Brothers           | 2–1   | 1–3    | 3º Lugar |
| 2017      | Copa de la AFC              | Grupo H                      | Yadanarbon                   | 4–1   | 0–1    | 1º Lugar |
| 2017      | Copa de la AFC              | Grupo H                      | Than Quảng Ninh              | 3–2   | 5–4    | 1º Lugar |
| 2017      | Copa de la AFC              | Semifinales de zona          | Global Cebu                  | 3–2   | 2–2    | 5–4      |
| 2017      | Copa de la AFC              | Final de zona                | Ceres-Negros                 | 2–1   | 0–2    | 2–3      |
| 2018      | Copa de la AFC              | Grupo F                      | Shan United                  | 3–2   | 1–0    | 1º Lugar |
| 2018      | Copa de la AFC              | Grupo F                      | Ceres-Negros                 | 1–1   | 2–0    | 1º Lugar |
| 2018      | Copa de la AFC              | Grupo F                      | Boeung Ket                   | 6–0   | 2–3    | 1º Lugar |
| 2018      | Copa de la AFC              | Semifinales de zona          | Persija Jakarta              | 3–2   | 3–1    | 6–3      |
| 2018      | Copa de la AFC              | Final de zona                | Ceres-Negros                 | 2–0   | 1–1    | 3–1      |
| 2018      | Copa de la AFC              | Semifinal play-off interzona | 25 de Abril                  | 0–2   | 1–9    | 1–11     |
| 2019      | Liga de Campeones de la AFC | Ronda preliminar 1           | Persija Jakarta              | 1–3   | 1–3    | 1–3      |
| 2019      | Copa de la AFC              | Grupo H                      | PSM Makassar                 | 1–1   | 2–3    | 2º Lugar |
| 2019      | Copa de la AFC              | Grupo H                      | Kaya–Iloilo                  | 2–0   | 0–5    | 2º Lugar |
| 2019      | Copa de la AFC              | Grupo H                      | Lao Toyota                   | 1–0   | 3–2    | 2º Lugar |

Como Lion City Sailors FC
| Temporada | Torneo                        | Ronda            | Club                   | Local | Visita | Global   |
| --------- | ----------------------------- | ---------------- | ---------------------- | ----- | ------ | -------- |
| 2022      | Liga de Campeones de la AFC   | Grupo F          | Urawa Red Diamonds     | 1–4   | 0–6    | 3º Lugar |
| 2022      | Liga de Campeones de la AFC   | Grupo F          | Daegu FC               | 1–2   | 3–0    | 3º Lugar |
| 2022      | Liga de Campeones de la AFC   | Grupo F          | Shandong Taishan       | 3–2   | 0–0    | 3º Lugar |
| 2023–24   | Liga de Campeones de la AFC   | Grupo F          | Bangkok United         | 1–2   | 0–1    | 3º Lugar |
| 2023–24   | Liga de Campeones de la AFC   | Grupo F          | Kitchee                | 0–2   | 2–1    | 3º Lugar |
| 2023–24   | Liga de Campeones de la AFC   | Grupo F          | Jeonbuk Hyundai Motors | 2–0   | 0–3    | 3º Lugar |
| 2024–25   | Liga de Campeones 2 de la AFC | Grupo F          | Zhejiang Professional  | 2–0   | 2–4    | 1º Lugar |
| 2024–25   | Liga de Campeones 2 de la AFC | Grupo F          | Persib Bandung         | 2–3   | 1–1    | 1º Lugar |
| 2024–25   | Liga de Campeones 2 de la AFC | Grupo F          | Port                   | 5–2   | 3–1    | 1º Lugar |
| 2024–25   | Liga de Campeones 2 de la AFC | Octavos de final | Muangthong United      | 4–0   | 3-2    | 7–2      |
| 2024–25   | Liga de Campeones 2 de la AFC | Cuartos de final | Sanfrecce Hiroshima    | 1–1   | 3–0    | 4–1      |
| 2024–25   | Liga de Campeones 2 de la AFC | Semifinales      | Sydney FC              | 2–0   | 0–1    | 2–1      |
| 2024–25   | Liga de Campeones 2 de la AFC | Final            | Sarja                  | 1–2   | 1–2    | 1–2      |

## Gerencia
- Presidente: Koh Siong Ling
- Presidente del Departamento: Anselm López
- Secretario Honorario: Marvin Sim
- Tesorero Honorario: Yip Wai Meng
- Supervisor Legal Honorario: Chris Chong